# 1765
Перша наукова революція •  Просвітництво • Глухівський період в історії Гетьманщини •  Російська імперія

## Геополітична ситуація
Султаном Османської імперії є Мустафа III (до 1774). Під владою османів перебувають Близький Схід та Єгипет, Середземноморське узбережжя Північної Африки, частина Закавказзя, значні території в Європі: Греція, Болгарія і Сербія. Васалами османів є Волощина та Молдова.
Священна Римська імперія охоплює, крім німецьких земель, Угорщину з Хорватією, Трансильванію, Богемію, Північну Італію, Австрійські Нідерланди. Імператора — Франца I змінив Йосиф II (до 1790). Марія-Терезія має титул королеви Угорщини. Королем Пруссії є Фрідріх II (до 1786).
У Франції править Людовик XV (до 1774). Франція має колонії в Північній Америці та Індії. В Іспанії — Карл III (до 1788). Королівству Іспанія належать південь Італії, Нова Іспанія, Нова Гранада та Віцекоролівство Перу в Америці, Філіппіни. У Португалії королює Жозе I (до 1777). Португалія має володіння в Бразилії, в Африці, в Індії, в Індійському океані й Індонезії.
На троні Великої Британії сидить Георг III (до 1820). Британія має колонії в Північній Америці, на Карибах та в Індії. Північ Нідерландів займає Республіка Об'єднаних провінцій. Вона має колонії в Північній Америці, Індонезії, на Формозі та на Цейлоні. Король Данії та Норвегії — Фредерік V (до 1766), на шведському троні сидить Адольф Фредерік (до 1771). На Апеннінському півострові незалежні Венеціанська республіка та Папська область. Король Речі Посполитої — Станіслав Август Понятовський (до 1795). У Російській імперії править Катерина II (до 1796).
Україну розділено по Дніпру між Річчю Посполитою та Російською імперією. Лівобережна частина розділена на Малоросійську, Новоросійську та Слобідсько-Українську губернії. Нова Січ є пристановищем козаків. Існує Кримське ханство, якому підвладна Ногайська орда.
В Ірані фактично править династія Зандів при номінальному правлінні сефевіда Ісмаїла III.
Значними державами Індостану є Імперія Великих Моголів, Імперія Маратха. Зростає могутність Британської Ост-Індійської компанії. У Китаї править Династія Цін. У Японії триває період Едо.

## Події

### В Україні
- 18 січня, як наслідок скасування козацького устрою Слобідської України, було утворено Слобідсько-Українську губернію, губернським містом якої став Харків.
- Кошовими отаманами Війська Запорозького обиралися Іван Білицький, потім Петро Калнишевський.

### У світі
- 23 січня австрійський принц Йозеф одружився з баварською принцесою Марією Йозефою.
- 29 січня наваб Бенгалії Мір Джафар за тиждень до смерті зрікся на користь сина Наджмуддіна Алі-хана.
- 22 березня король Великої Британії Георг III одобрив Акт про гербовий збір, що обтяжив податками 13 північноамериканських колоній. 14 квітня новина добралася до Америки, почалися заворушення.
- Острів Мен опинився під британським контролем.
- 10 липня прем'єр-міністром Великої Британії став Чарльз Вотсон-Вентворт.
- 16 серпня підписано Аллагабадський договір, який ознаменував початок правління в Індії Ост-Індської компанії.
- 18 серпня Йозеф II став імператором Священної Римської імперії.
- 26 серпня бостонці, протестуючи проти гербового збору, знищили будинок замісника губернатора Томаса Гатчинсона.
- 6 вересня натовп атакував камінням будинок Жана-Жака Руссо в Швейцарії.
- 21 вересня Франсуа Антуан оголосив, що вбив жеводанського звіра.

### Наука та культура
- Гаспар Монж заклав основи нарисної геометрії.
- У травні Джеймс Ватт здійснив прорив у розробці парової машини, виготовивши модель із окремим конденсором.[1]
- Королівським астрономом Великої Британії став Невіль Маскелін.
- У Парижі відкрився перший справжній ресторан.
- Відкрився перший у Росії навчальний заклад для дівчат нешляхетного походження — Новодівичий інститут.
- Завершилася публікація тексту «Енциклопедії» Дені Дідро. 11 томів ілюстрацій були готові тільки в 1772-му.
- У Німеччині виник літературний рух «Буря й натиск». (приблизний рік)
- Побачили світ сьомий та восьмий томи роману Лоренса Стерна «Життя і думки Трістрама Шенді, джентльмена».

### Засновані
- Слобідсько-Українська губернія

### Зникли
- Ізюмський полк
- Острогозький полк

## Народились
Дивись також Категорія:Народились 1765
- 2 січня — Чарльз Хатчет, англійський хімік
- 7 березня — Жозеф Нісефор Ньєпс, французький винахідник
- 27 березня — Франц Ксавер фон Баадер, німецький природодослідник, релігійний філософ; першим ввів термін «пролетарій» у філософську літературу.
- 21 серпня — Вільгельм IV, король Великої Британії, Ірландії і Ганновера (1830-1837 рр.)
- 25 вересня — Міхал Огінський, польський композитор, революціонер
- 29 вересня — Карл Людвіг Гардінг, німецький астроном, який відкрив астероїд Юнона

## Померли
Дивись також Категорія:Померли 1765
- 17 травня — Алексі Клод Клеро, французький математик, геодезист і астроном